# Göteborgs damtrio
Göteborgs damtrio, var en svensk musikgrupp under 1890-talet.

## Historik
Göteborgs damtrio bildades under Anders Gottfrid Rörström, Malmö ledning  och bestod av sopranen Nathalia Ferméus, alten Clara Ahlberg och kontraalten Gerda Johansson. De framträdde framgångsrikt på Berns salonger 1892. Johansson sjöng även duetter i Göteborg tillsammans med August Westling.

## Konserter
| Datum                 | Konsert             | Lokal                             | Övrigt                                                                                       |
| --------------------- | ------------------- | --------------------------------- | -------------------------------------------------------------------------------------------- |
| 1 mars 1891           | Eftermiddagskonsert | Blanchs café                      | Tillsammans med chansonettsångerskan Helene Romér.                                           |
| 17–26 juli 1891       | Konsert             | Helsans brunnspark, Helsingborg   | Tillsammans med Modellska kapellet.                                                          |
| 15–19 augusti 1891    | Konsert             | Stadshotellet, Karlskrona         | Tillsammans med Kungliga Första livgrenadjärregementets musikkår under ledning av Carl Mård. |
| 21–31 augusti 1891    | Konsert             | Trädgårdsföreningen, Göteborg     | Tillsammans med S:r Vincenzo de Pasquali.                                                    |
| September 1891        | Konsert             | Stadshotellet, Trelleborg         | [ 9 ]                                                                                        |
| 8–27 januari 1892     | Konsert             | Berns salonger, Stockholm         | Tillsammans med stor instrumentalgrupp under ledning av August Meissner.                     |
| 2–12 februari 1892    | Familjesoaré        | Sällskapets restaurang, Sundsvall | Tillsammans med Norrlandskapellet.                                                           |
| 22 mars 1892          | Familjekonsert      | Stora hotellet, Jönköping         | Tillsammans med Boberska kapellet.                                                           |
| 31 mars–14 april 1892 | Konsert             | Stadshotellet, Karlskrona         | Tillsammans med Sandbergska kapellet.                                                        |
| 1 maj 1892            | Matinée             | Exercishuset, Göteborg            | [ 14 ]                                                                                       |
| 24–28 maj–3 juni 1892 | Konsert             | Florateatern, Malmö               | Tillsammans med miniatyrhumoristen Fischer och operasångaren Gerda Lagström.                 |
| 20–31 augusti 1892    | Konsert             | Stadsträdgården, Karlstad         | Tillsammans med Boereska kapellet.                                                           |
| 7–16 september 1892   | Konsert             | Stadshotellet, Karlskrona         | Tillsammans med Serpekska kapellet.                                                          |
| 17–18 september 1892  | Konsert             | Frimurarhotellet, Kristianstad    | [ 18 ]                                                                                       |
| 19–22 september 1892  | Konsert             | Järnvägsrestaurangen, Växjö       | [ 19 ]                                                                                       |
| 24–25 september 1892  | Konsert             | Hotellet, Lidköping               | [ 20 ]                                                                                       |